# Rachel Amanda
Rachel Amanda Aurora (ur. 1 stycznia 1995 w Dżakarcie) – indonezyjska aktorka i piosenkarka.

## Życiorys
Jej popularność zaczęła wzrastać od momentu wystąpienia w serialu telewizyjnym Candy na antenie stacji RCTI. Po debiucie w tym serialu grała w wielu innych sinetronach, takich jak Lia, Cinta Fitri, Tersanjung, Papaku Keren-Keren, Pintu Hidayah czy Namaku Mentari.
W 2005 roku otrzymała Anugerah Musik Indonesia (AMI) w kategorii najlepsza wokalistka dziecięca.
Zagrała główne role w filmach Heart (2005) i I Love You, Om (2006).